# Razzie Awards 2013
La 34ª edizione dei Razzie Awards si è svolta il 1º marzo 2014 per premiare i peggiori film dell'anno 2013. Le candidature sono state annunciate il 15 gennaio 2014 ed i vincitori sono stati proclamati al centro Ignited Spaces di Los Angeles (California).
Il film che ha ricevuto più nomination è stato Un weekend da bamboccioni 2 con nove nomine, seguito da After Earth, A Madea Christmas e Comic Movie con sei nomination e The Lone Ranger con cinque.
I nominati per la categoria Peggior coppia sono stati scelti dal pubblico del sito Rotten Tomatoes.

## Vincitori e candidati
Verranno di seguito indicati in grassetto i vincitori.
Ove ricorrente e disponibile, viene indicato il titolo in lingua italiana e quello in lingua originale tra parentesi.

### Peggior film
- Comic Movie (Movie 43), registi vari
- After Earth, regia di M. Night Shyamalan
- Un weekend da bamboccioni 2 (Grown Ups 2), regia di Dennis Dugan
- The Lone Ranger, regia di Gore Verbinski
- A Madea Christmas, regia di Tyler Perry

### Peggior attore
- Jaden Smith - After Earth
- Johnny Depp - The Lone Ranger
- Ashton Kutcher - Jobs
- Adam Sandler - Un weekend da bamboccioni 2 (Grown Ups 2)
- Sylvester Stallone - Jimmy Bobo - Bullet to the Head (Bullet to the Head), Escape Plan - Fuga dall'inferno (Escape Plan), Il grande match (Grudge Match)

### Peggior attrice
- Tyler Perry - A Madea Christmas
- Halle Berry - The Call, Comic Movie (Movie 43)
- Selena Gomez - Getaway - Via di fuga (Getaway)
- Lindsay Lohan - The Canyons
- Naomi Watts - Diana - La storia segreta di Lady D (Diana), Comic Movie (Movie 43)

### Peggior attrice non protagonista
- Kim Kardashian - Tyler Perry's Temptation
- Lady Gaga - Machete Kills
- Salma Hayek - Un weekend da bamboccioni 2 (Grown Ups 2)
- Katherine Heigl - Big Wedding (The Big Wedding)
- Lindsay Lohan - InAPPropriate Comedy, Scary Movie V

### Peggior attore non protagonista
- Will Smith - After Earth
- Chris Brown - Battle of the Year - La vittoria è in ballo (Battle of the Year)
- Larry the Cable Guy - A Madea Christmas
- Taylor Lautner - Un weekend da bamboccioni 2 (Grown Ups 2)
- Nick Swardson - Ghost Movie (A Haunted House), Un weekend da bamboccioni 2 (Grown Ups 2)

### Peggior combinazione
- Jaden Smith e Will Smith - After Earth
- L'intero cast di Un weekend da bamboccioni 2 (Grown Ups 2)
- L'intero cast di Comic Movie (Movie 43)
- Lindsay Lohan e Charlie Sheen - Scary Movie V
- Tyler Perry e Larry the Cable Guy - A Madea Christmas

### Peggior regista
- I 13 registi di Comic Movie (Movie 43)[3]
- Dennis Dugan - Un weekend da bamboccioni 2 (Grown Ups 2)
- Tyler Perry - A Madea Christmas e Tyler Perry's Temptation
- M. Night Shyamalan - After Earth
- Gore Verbinski - The Lone Ranger

### Peggiore sceneggiatura
- Comic Movie (Movie 43) - scritto da 19 sceneggiatori[4]
- After Earth - sceneggiatura di Gary Whitta e M. Night Shyamalan, soggetto di Will Smith
- Un weekend da bamboccioni 2 (Grown Ups 2) - sceneggiatura di Fred Wolfe, Adam Sandler e Tim Herlihy
- The Lone Ranger - sceneggiatura e soggetto di Ted Elliott, Justin Haythe e Terry Rossio
- A Madea Christmas - scritto da Tyler Perry

### Peggior remake, rip-off o sequel
- The Lone Ranger, regia di Gore Verbinski
- Un weekend da bamboccioni 2 (Grown Ups 2), regia di Dennis Dugan
- Una notte da leoni 3 (The Hangover Part III), regia di Todd Phillips
- Scary Movie V, regia di Malcolm D. Lee
- I Puffi 2 (The Smurfs 2), regia di Raja Gosnell

## Statistiche vittorie/candidature
Premi vinti/candidature:
- 3/6 - After Earth
- 3/6 - Comic Movie (Movie 43)
- 1/6 - A Madea Christmas
- 1/5 - The Lone Ranger
- 1/2 - Tyler Perry's Temptation
- 0/9 - Un weekend da bamboccioni 2 (Grown Ups 2)
- 0/3 - Scary Movie V
- 0/1 - Jobs
- 0/1 - The Call
- 0/1 - Getaway - Via di fuga (Getaway)
- 0/1 - The Canyons
- 0/1 - Diana - La storia segreta di Lady D (Diana)
- 0/1 - Machete Kills
- 0/1 - The Big Wedding
- 0/1 - InAPPropriate Comedy
- 0/1 - Battle of the Year - La vittoria è in ballo (Battle of the Year)
- 0/1 - Ghost Movie (A Haunted House)
- 0/1 - Una notte da leoni 3 (The Hangover Part III)
- 0/1 - I Puffi 2 (The Smurfs 2)
- 0/1 - Jimmy Bobo - Bullet to the Head (Bullet to the Head)
- 0/1 - Escape Plan - Fuga dall'inferno (Escape Plan)
- 0/1 - Il grande match (Grudge Match)